# Ponte dell'Iroise

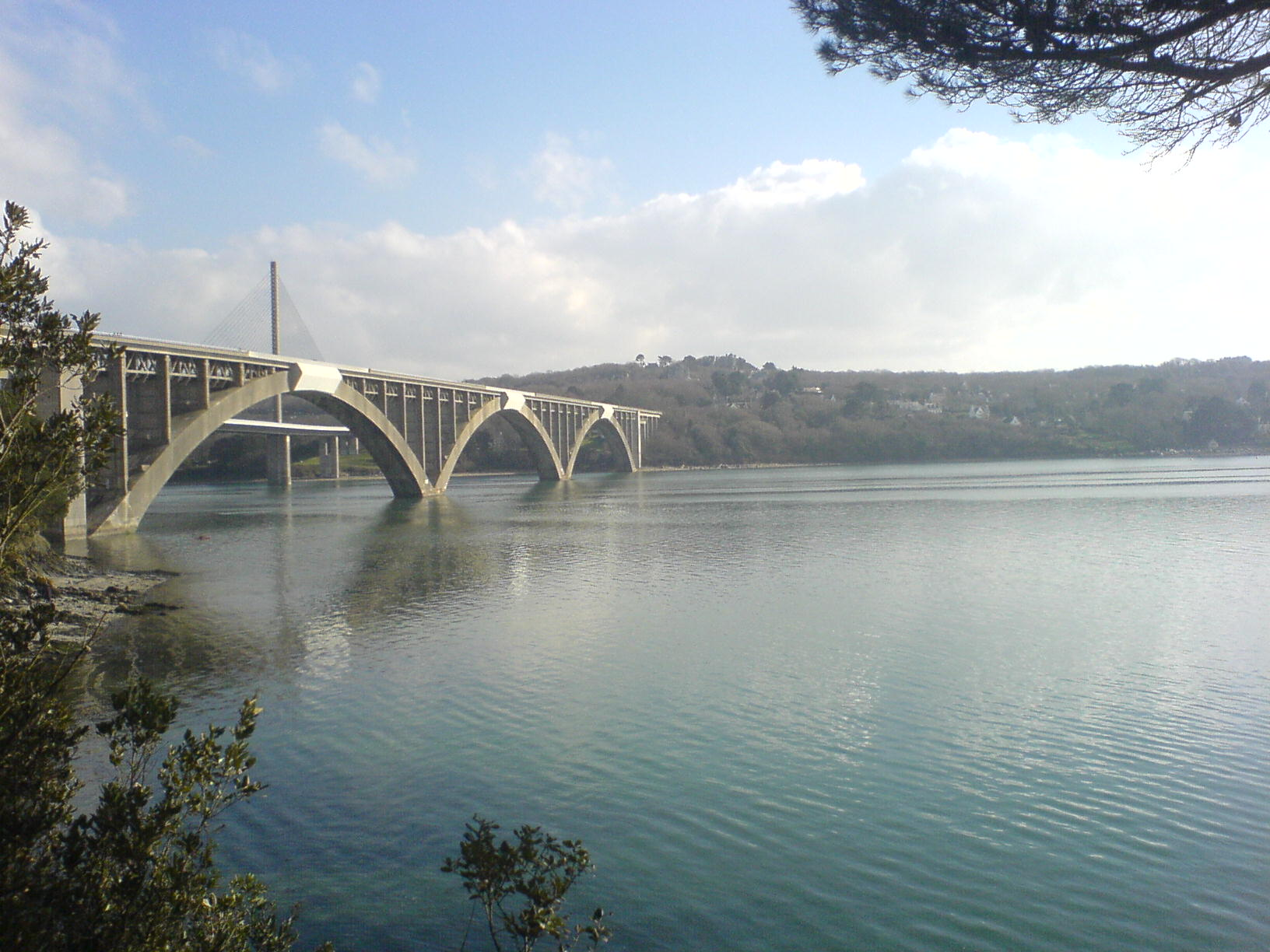

Ponte dell'Iroise è un ponte strallato situato a Finistère, in Bretagna, nella Francia settentrionale. Attraversa il fiume Élorn. Il ponte è attraversato dalla strada nazionale 165 e collega Le Relecq-Kerhuon a nord con Plougastel-Daoulas a sud. Il ponte prende il nome dal Mare d'Iroise. Il costo del ponte è stato all'epoca di 264 milioni di franchi.